# フリードリッヒ・アウグスト・クヴェンシュテット
フリードリッヒ・アウグスト・クヴェンシュテット（Friedrich August Quenstedt, 1809年7月10日 - 1889年12月21日）はドイツの地質学者・古生物学者・地球科学者である。
プロイセン王国アイスレーベン（現在のザクセン＝アンハルト州ルターシュタット・アイスレーベン）に生まれ、ベルリン大学で学んだ。しばらく鉱物学博物館の助手を務めた後、1837年にテュービンゲン大学の鉱物学・地質学の准教授、1841年に教授となり、終生その職にあった。結晶学と鉱物学を主に研究し、その分野で広く用いられた教科書を執筆した。
古生物学の分野では、ジュラ紀の化石の研究を行った。1845年にジュラ紀のアンモナイトの命名体系を作ったほか、一連のアンモナイト化石の形状について考察し、翼竜についての研究も行った。
軟体動物と腔腸動物の2つの古生物の属名、Quenstedtia にクヴェンシュテットの名が命名された。1876年に発見された新鉱物 quenstedtite にも命名された。

## 主な著書
- Method der Krystallographie (1840)
- Das Flözgebirge Wurttembergs (1843)
- Petrefactenkunde Deutschlands (7 vols. and atlases, 1846-84)
- Die Cephalopoden (1846-49)
- Handbuch der Petrefactenkunde (2 vols., 1852, 2nd ed. 1867, 3rd ed. 1882-85)
- Der Jura (2 vols, 1858)
- Handbuch der Mineralogie (1855, 3rd ed. 1877)
- Die Ammoniten des Schwäbischen Jura (1883-84).